# جارود كوبر
جارود كوبر (بالإنجليزية: Jarrod Cooper)‏ هو لاعب كرة قدم أمريكية أمريكي، ولد في 31 مارس 1978 في آكرون في الولايات المتحدة.

## وصلات خارجية
- جارود كوبر على موقع مرجع كرة القدم المحترفة.كوم (الإنجليزية)